# Dan Keat
Dan Keat, né le 28 septembre 1987 à Barnstaple en Angleterre, est un footballeur international néo-zélandais évoluant au poste de milieu de terrain.

## Biographie

### Carrière internationale
Dan Keat est convoqué pour la première fois par le sélectionneur national Ricki Herbert pour un match amical face à la Jamaïque. Il entre à la 64e minute pour remplacer Michael McGlinchey, le 29 février 2012 (défaite 3-2).
Il compte huit sélections et zéro but avec l'équipe de Nouvelle-Zélande depuis 2005.

## Palmarès
- Los Angeles Galaxy :
  - vainqueur de la MLS Cup en 2011 et 2012.
  - vainqueur de la MLS Supporters' Shield en 2011.

- Falkenbergs FF :
  - champion de Suède de D2 en 2013.